# Microsoft PowerPoint
Microsoft PowerPoint es un programa de presentación desarrollado por la empresa Microsoft para sistemas operativos Windows, macOS y últimamente para Android y iOS. Viene integrado en el paquete ofimático llamado Microsoft Office como un elemento más, que puede aprovechar las ventajas que le ofrecen los demás componentes del equipo para obtener un resultado.
PowerPoint es uno de los programas de presentación más extendidos. Es ampliamente utilizado en distintos campos de la enseñanza, los negocios, entre otros, según cifras de Microsoft.
Es un programa diseñado para hacer presentaciones con texto esquematizado, así como presentaciones en diapositivas, animaciones de texto e imágenes prediseñadas o importadas desde imágenes de la computadora. Se le pueden aplicar distintos diseños de fuente, plantilla y dibujos. Este tipo de presentaciones suelen ser más fáciles que las de Microsoft Word.

## Historia
A mediados de 1980 dos productores de software en una pequeña oficina en California llamada Forethought, estaban desarrollando el primer software de presentaciones gráficas para la computadora personal. Los primeros esfuerzos de estos dos productores de software fueron poco recompensados. Una serie de compañías inversionistas declinaron invertir en dicho programa, que era conocido como Presenter y estaba dirigido a la plataforma Mac.
Pero Bob Gaskins, dueño de la compañía Forethought, Inc., y el coproductor del programa, no perdieron las esperanzas. Después de dos años de negociaciones (1985-1987), vendieron por fin la compañía y su software a la gigante Microsoft de Bill Gates.
Microsoft Power Point fue desarrollado por Dennis Austin y Thomas Rudkin y se suponía que se llamaría Presentador, pero el nombre no se adaptó debido a problemas de marcas registradas, por lo que fue rebautizado como Power Point en 1987 como sugirió Robert Gaskins.
En agosto del año 1987, Microsoft compró Forethought por $ 14 millones y lo convirtió en su unidad de negocios de gráficos, donde la compañía continuó desarrollando el software.
Fue años después, el 1990, cuando se presentó la primera versión junto a Windows 3.0. Era bastante básico, con opciones de personalización limitadas y solo permitía la progresión de la diapositiva en una dirección, hacia adelante.
Sin embargo, Power Point se convirtió rápidamente en una de las marcas comerciales más icónicas y la primera adquisición importante de Microsoft. Incluso hoy en día, posee hasta el 95 por ciento de la participación de mercado del software de presentación.

## Características principales del programa
Algunas características de PowerPoint son:
1. El uso de plantillas; que se pueden hacer por el usuario, además de las que ya están preestablecidas.
2. Introducir texto variando el color y el tamaño de las letras conforme a la necesidad y gusto del usuario.
3. Se pueden insertar imágenes con las que se da una mejor presentación a la diapositiva, facilitando comprender mejor a aquello de lo que trata la diapositiva, además de poderse insertar textos a las imágenes complementándose la exposición.
4. Posee herramientas de animación, con las que se puede dar efectos a los textos e imágenes, dándole una mejor apariencia.
5. Poder realizar gráficos.
6. Poder añadir videos y audios.
7. Posee la cualidad de abrir formatos de otras plataformas e incluso nos permite guardarlos en formatos diferentes al PowerPoint, por ejemplo, extensiones como: PPT o PPS, entre otras.
8. Posee la cualidad de insertar hipervínculos.

## Versiones
PowerPoint 1.0
No le tomó mucho tiempo a Microsoft sacarle provecho a su nueva adquisición. En septiembre de 1987 sacó al mercado su PowerPoint 1.0, cambiando para siempre el mundo de las presentaciones gráficas y visuales. Aunque este PowerPoint 1.0, disponible en blanco y negro para la Apple Macintosh y para el sistema operativo DOS de la PC, tenía sólo las herramientas más básicas de dibujo, despegó rápidamente.
Mientras esto sucedía, Microsoft se embarcó en una cruzada para mejorar el Programa informático . Debido a que la compañía Genigraphics sabía más sobre gráficos de presentaciones que nadie diapositivas profesionales de 35 mm.

### PowerPoint 2.0
En mayo de 1988, Microsoft anunció una actualización importante para PowerPoint, la versión 2.0. Tenía muchas mejoras (muy necesarias) que hacían a los gráficos de presentaciones más prácticos para el presentador.
En vez de una paleta de 256 colores, las posibilidades digitales se extendían a 16 800 000 de colores, más colores y plantillas "personalizadas". Las funciones de "corrección de gramática", "traer al frente", "llevar detrás" y "buscar y reemplazar" se unieron a las opciones de menú.
Los presentadores podían importar ahora archivos de aquellas aplicaciones basadas en Postscript, como Adobe Illustrator y Aldus Freehand, aunque no tan fácil como podían importar archivos.
Microsoft PowerPoint 2.0 fue una actualización del programa de presentaciones gráficas que se anunció en mayo de 1988. Esta versión incluyó mejoras que hicieron más prácticos los gráficos de las presentaciones.

### PowerPoint 4.0
En febrero de 1994, trajo la introducción de PowerPoint 4.0 para Windows. Para este tiempo, PowerPoint era utilizado por cerca de 4 000 000 de usuarios alrededor del mundo, doblando su base instalada en menos de un año.
Reforzado por las ventas de Microsoft Office, que lideraba a la competencial por 7 a 1, el dominio de PowerPoint en las computadoras de escritorio fue rápidamente haciéndose insuperable
Introdujo nuevas características para ayudar a los presentadores y conferenciantes a adaptarse mejor al mundo de las presentaciones gráficas. La versión Mac de PowerPoint 4.0 fue introducida en septiembre de 1994, siendo ésta la última versión que los usuarios de Mac verían en los próximos 100 meses.
Ya para finales de 1994, la mayoría de los usuarios habían abandonado los apoyos de oficinas de servicio como Genigraphics, para así generar ellos mismos sus propias diapositivas en sus computadoras de escritorio.

### PowerPoint 95
(versión 7.0 de PowerPoint) Fue introducido en agosto de 1995 y estaba basado en un código completamente nuevo, Visual C++.
Las mejoras incluyeron más personalización de las opciones de menú, soporte de Visual Basic, múltiples comandos de deshacer (undo), animaciones y una interfaz más amistosa y personalizable.
Pero también, la introducción de PowerPoint 95 trajo aparejada otra situación. Los usuarios se empezaron a dar cuenta de que la proyección electrónica de sus presentaciones en una pantalla era una opción factible. Una opción que también les permitía hacer cambios de último minuto.
Los proyectores electrónicos comenzaron a ser más comunes, pero todavía tenían muy poca resolución y un precio demasiado alto.
El nuevo motor de animaciones de PowerPoint 95 permitía a los usuarios mover objetos en la pantalla. También se hizo más fácil integrar sonidos y video dándole también animaciones a estas.

### PowerPoint 97
(PowerPoint 8.0) Se hizo disponible dentro del paquete Office 8 en enero de 1997. En esta versión, el motor de animación dio dramáticos pasos hacia adelante.
Las presentaciones personalizadas (Custom Shows) permitían a los usuarios definir caminos únicos a través del mismo juego de diapositivas de presentaciones, mientras que la modalidad de grabar presentaciones, y un reproductor de media incrustado, reconocieron el interés creciente del presentador en el poder de los medios digitales.
Con esta nueva versión era posible guardar las presentaciones en HTML, permitiéndoles a los usuarios poner presentaciones en la Web.

### PowerPoint 98
Esperado por mucho tiempo, PowerPoint 98 para Mac apareció en enero de 1998 e igualó la funcionabilidad de la versión Windows. Por primera vez, la casi perfecta compatibilidad entre plataformas se hizo realidad. Microsoft PowerPoint Viewer 98 es un visor de Macintosh que puede utilizar para mostrar presentaciones. Admite archivos creados en las versiones de PowerPoint enumerados al principio de este artículo, versiones anteriores de Microsoft PowerPoint para Macintosh y Microsoft PowerPoint para Windows versiones 3.0 y posteriores.

### PowerPoint 2001/XP
(PowerPoint versión 10.0) PowerPoint XP no se aparta radicalmente de su predecesor PowerPoint 2000, pero incluye muchas características nuevas y mejoradas. Los cambios en las opciones de revisión reducen drásticamente la cantidad de navegación que se requiere para crear una presentación. En versiones anteriores se tenía que cambiar de vistas a fin de ver miniaturas de la presentación. La vista normal enmendada incluye el texto de cada diapositiva o RGP y además una vista en miniatura de sus gráficos colocada bajo unos indicadores a la izquierda de la pantalla. Los paneles de tareas de PowerPoint XP permiten tener acceso con un solo clic a las plantillas de diseño, las combinaciones de colores, las opciones de animación y las herramientas de revisión.

### PowerPoint 2003
No se diferenció mucho con respecto a la versión 2001/XP. Mejora la colaboración entre presentadores y ahora contiene la opción empacar para CD, que facilita el grabar presentaciones con contenido multimedia y que agrega el visor en CD-ROM para su distribución. También hay un soporte mejorado para gráficos y multimedia.

### PowerPoint 2007
(PowerPoint 12.0) Salió al mercado en noviembre del 2006 y trajo consigo una nueva interfaz de usuario y muy mejoradas capacidades gráficas para facilitar el trabajo.
Incluyó un nuevo formato de archivo basado en XML (.pptx, .pptm, .potx, etc.), con la finalidad de compactar más los archivos, mejorar la recuperación de archivos dañados, más facilidad para la detección de documentos con macros, mayor privacidad, más control sobre la información personal, y mejorar la integración e intemporalidad de los datos profesionales.

### PowerPoint 2010
(PowerPoint 14.0) Salió al mercado el 12 de mayo de 2010 y trajo consigo una nueva interfaz de usuario y capacidades gráficas mejoradas para facilitar el trabajo.
Aparece con la nueva funcionalidad de difundir una presentación de diapositivas en directo vía Web al instante. Su público remoto puede ver la presentación con la máxima calidad, incluso si no tienen PowerPoint instalado.  Adicionalmente extiende el soporte para formatos de video AVI, MPG y SWF, e incorpora la funcionalidad que permite generar automáticamente un video, en formato WMV, basándose en las diapositivas de la presentación.

### PowerPoint 2013

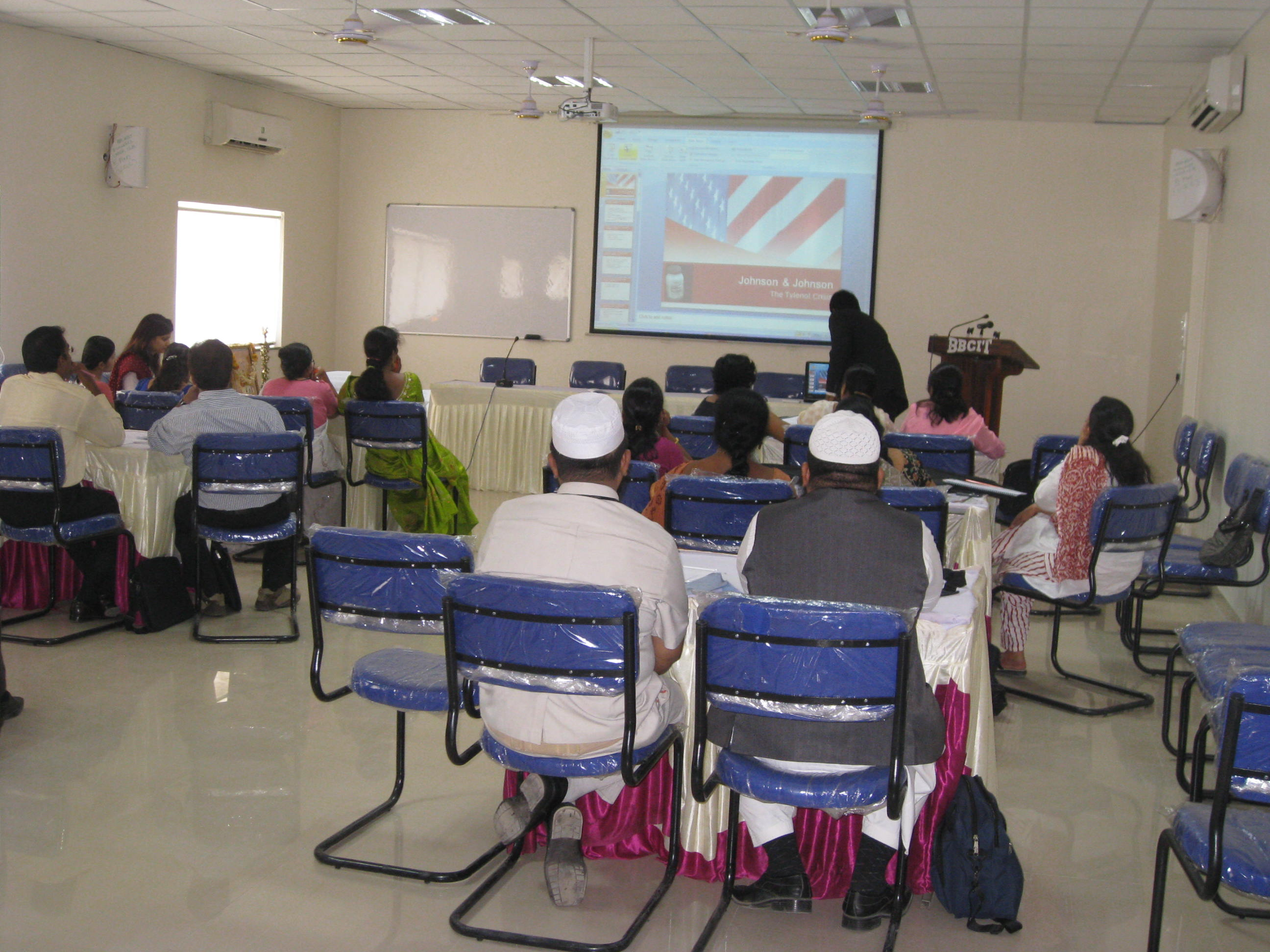
Una presentación de PowerPoint en curso.

(PowerPoint 15.0) Salió al mercado el 26 de enero de 2013, e incluyó nuevas librerías de animación, tratamiento de imágenes y capacidades de aceleración por hardware. También se incluyó en esta versión:
- Nueva vista trascenio.
- Creación de presentaciones en colaboración con otros compañeros.
- Guardar versiones de la presentación automáticamente.
- Organizar las diapositivas en secciones.
- Combinar y comparar versiones.
- Trabajar con archivos de presentación de "PowerPoint" separados en diferentes ventanas.
- PowerPoint web Apps[10] (Trabajar en la presentación desde cualquier lugar en un servidor web).
- Mejoras e incorporaciones de edición de video e imágenes.
- Las transiciones y animaciones tienen fichas separadas y son más fluidas.
- Insertar, editar y reproducir un video en la presentación.
- Nuevos diseños de imágenes gráficas SmartArt.
- Transiciones de diapositivas 3D.
- Copiar y Pegar los formatos animados de un objeto, ya sea texto o formas, a otro.
- Agregar una captura de pantalla a una diapositiva.

También se ha lanzado al mercado la última versión 16.0, más conocida como Microsoft Office 2015 lanzada el 29 de enero de 2015, aunque esta versión salió en el tema de Microsoft Office también se espera la llegada del sucesor de Microsoft PowerPoint 2016.

### PowerPoint 2016
Salió al mercado el 23 de septiembre de 2015, como parte del paquete Office 365, no tuvo un gran cambio visual con respecto a su antecesor, el cambio más notable  es el color de la barra de herramientas estilo colorfull. Se centró en "la nube" y a facilitar la colaboración en equipo trabajando varias personas en una misma presentación al mismo tiempo. Incorporó también el recuadro "Información" en donde se puede acceder más rápidamente a una función escribiendo en él una palabra de lo que se quiere hacer.

### PowerPoint 2019
Fue lanzado al mercado el 24 de septiembre de 2018. Se añaden efectos visuales, imágenes y elementos multimedia, así como mejoras en funciones ya existentes. La mayoría de los cambios ya estaban presentes en Office 365.

## Compatibilidad
1. Debido a que las presentaciones generalmente se realizan en  un ordenador y se muestran en otros, es muy importante que se puedan transferir de manera transparente y sencilla, tal como en el caso de otros programas como el Impress de LibreOffice.
2. PowerPoint presenta un problema debido a la posibilidad de importar contenidos de otros programas mediante OLE, de esta manera, algunos tipos de presentaciones se quedan totalmente ligadas a la plataforma Windows, llegándose incluso a que la versión de PowerPoint para Apple (sobre OS X) no sea capaz de abrir convenientemente los ficheros del PowerPoint de Windows.
3. Actualmente, existen numerosas herramientas en línea para crear y presentar diapositivas de PowerPoint, que ofrecen compatibilidad con varias versiones de Microsoft PowerPoint. Estas herramientas permiten crear presentaciones de manera sencilla y rápida, e incluso algunas incorporan tecnología de inteligencia artificial que facilita la creación de presentaciones visualmente atractivas en cuestión de minutos, lo que está revolucionando el proceso de creación de presentaciones.[13]

## Funciones de PowerPoint
En PowerPoint podremos realizar varias acciones como puede ser insertar, diseñar, realizar transiciones, animaciones, presentar las diapositivas y muchas cosas más.
Típicamente incluye tres funciones principales:
1. Un editor que permite insertar un texto y darle formato.
2. Un método para insertar y manipular imágenes y gráficos.
3. Un sistema para mostrar el contenido en forma continua.[14]

Los editores de presentaciones son aplicaciones de software que permiten la elaboración de documentos multimediales conformados por un conjunto de pantallas, también denominadas diapositivas, vinculadas o enlazadas en forma secuencial o hipertextual donde conviven textos, imágenes, sonido y animales.